# Рождество на Пресвета Богородица (Вязивка)
Църква „Рождество на Пресвета Богородица“ (на украински: Церква Різдва Пресвятої Богородиці) е дървена православна църква в село Вязивка, Народичка община, Житомирска област. Още е известна като Покровска църква. Има статут на архитектурен паметник с национално значение.
Църквата е построена през 1862 година от местни жители и свещеници. 
През 2012 година в навечерието на честването на 150-тата годишнина от издигането си, църквата е била обект на грабеж.
На 7 март 2022 г., по време на руското нападение над Украйна, църквата е разрушена от руските окупатори и от нея е оцеляла незасегната само камбанарията. Същият ден е унищожена и църквата „Свети Георги“ в село Заворичи, Киевска област.